# Мікушовце (округ Лученец)
Мікушовце (словац. Mikušovce) — село, громада округу Лученець, Банськобистрицький край, центральна Словаччина, регіон Новоград. Кадастрова площа громади — 4,99 км².
Населення 283 особи (станом на 31 грудня 2017 року).

## Історія
Мікушовце згадується в 1370 році.

## Населення
| Рік:            | 1994. | 2004.   | 2014.   | 2024.   |
| --------------- | ----- | ------- | ------- | ------- |
| Кількість осіб: | 285   | 278     | 272     | 284     |
| Різниця:        |       | -2,45 % | -2,15 % | +4,41 % |

| Рік:            | 2023. | 2024.   |
| --------------- | ----- | ------- |
| Кількість осіб: | 290   | 284     |
| Різниця:        |       | -2,06 % |